# Ash Wednesday (film)
Ash Wednesday è un film del 2002 scritto e diretto da Edward Burns: presentato al Tribeca Film Festival il film è ambientato nel quartiere di Hell's Kitchen nel mercoledì delle ceneri del 1983.

## Trama
Nel quartiere di Hell's Kitchen, l'irlandese Francis Sullivan vede riapparire, dopo tre anni, il fratello minore Sean, creduto morto da tutti. La notizia del ritorno di Sean scatena l'ira della gang rivale e del boss locale, tanto che Francis si vede costretto a proteggere il fratello e la moglie Grace.